# غولفيات
الغولفيات (الاسم العلمي: Golfingiida)، رتبة ديدان بحرية من ديدان الفستق. وتضم الفصائل التالية:
- Golfingiidae[5][6]
- Phascolionidae[7]
- رسيعيات Rafinesque, 1814
- Themistidae[8]